# Primer vuelo en Venezuela

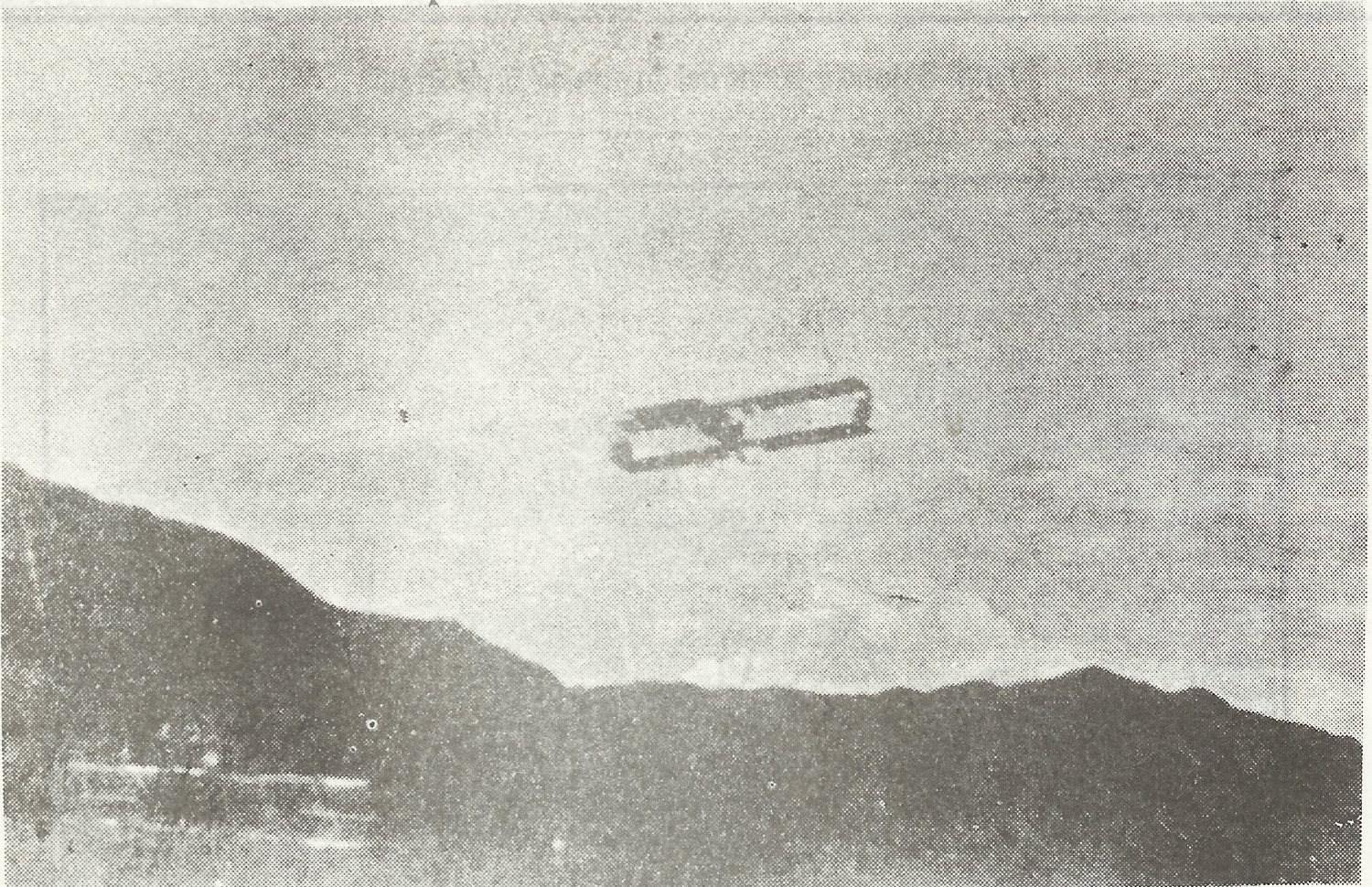
El aviador Frank Boland en su biplano "sin-cola", optando por la copa de "El Universal", 6 de Oct. de 1912.

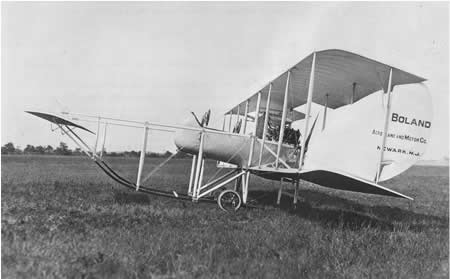
Modelo de la aeronave piloteada por Frank Boland.

El primer vuelo sobre Venezuela se ejecutó en Caracas el 29 de septiembre de 1912, realizado por el piloto estadounidense Frank E. Boland, (1880-1913) habitante de Rahway, Estados Unidos y su asistente Charles Hoeflich y equipo, en un biplano diseñado por Boland, construido a base de madera y tela con motor de 60 caballos y peso de 300 kilogramos.

## Historia
En 1912, el general Román Delgado Chalbaud invitó a visitar el país al piloto estadounidense Frank E. Boland, miembro de la Boland Aeroplane Motor Co. En compañía de Charles Hoelflich y equipo, llegaron a Venezuela a bordo del vapor Maracaibo, donde traían dos biplanos, uno de ellos "sin-cola" usado por Boland, convertible en hidroavión con el uso de pontones y uno de tipo "convencional", que era pilotado por Charles Hoeflich.
A su llegada a Caracas se dispusieron armar los aviones para el evento que ocurriría el día  29 de septiembre en los predios del Hipódromo El Paraíso donde gran cantidad de espectadores se concentraron para tan importante ocasión que contó con la asistencia del dictador Juan Vicente Gómez. El vuelo duró unos 27 minutos, sobrevolando toda la ciudad de oeste a este para terminar aterrizando de nuevo en el Hipódromo El Paraíso.
Durante el segundo vuelo, realizado el día 6 de octubre de 1912, ocurre el primer accidente aéreo en Venezuela ya que despegando del hipódromo El Paraíso en Caracas en una carrera ida y vuelta con destino a Antimano, el biplano convencional de Hoeflich cae en una zanja capotando al final de la pista resultando el piloto con leves heridas y sufriendo el avión serios daños.
Posteriormente a los vuelos sobre la ciudad de Caracas  Boland realiza presentaciones en Valencia, Puerto Cabello, Barquisimeto, Maracaibo y Ciudad Bolívar, todas ellas con éxito.
El 20 de septiembre de 1972, al cumplirse 60 años del primer vuelo efectuado por Frank E. Boland en Venezuela, fue aprobado por un Consejo de Ministros el decreto firmado por el presidente de la República doctor Rafael Caldera; el ministro del Interior y el ministro de Comunicaciones, Decreto No 1098, según el cual se establece el 29 de septiembre como el "Día de la Aviación Civil", con la finalidad de conmemorar y recordar el nacimiento de la Aviación Civil en Venezuela, rindiendo así homenaje a los aviadores venezolanos.

## Frank E. Boland
Frank E. Boland nace 2 de julio de 1873 en Craigville, Nueva Jersey, hacia los años de 1910 y 1912 junto a sus hermanos James Paul Boland (1882–1970) and Joseph John Boland (1879 –1964) diseñan y construyen unos 7 modelos de aviones con los cuales fundan la empresa "F.E. Boland Motor Co", que posteriormente se llamara "Boland Motor Co "y por último se llamó "Boland Aeroplane & Motor Co". 
Hacia septiembre de 1912 atendiendo una invitación del General Román Delgado Chalbaud viaja a Venezuela  a bordo del vapor Maracaibo con 2 aviones biplanos, uno de ellos convertible a hidroplano. Procedieron a armar y ajustar sus aviones y el 29 de septiembre de 1912 realizan su primer vuelo en Caracas. Durante tres meses realizará una serie demostraciones aéreas en varias ciudades del país con un completo éxito en todas ellas despidiéndose de Venezuela el día 15 de enero de 1913, rumbo a la colonia británica de Trinidad.  El 23 de enero de 1913 durante una presentación aérea en Puerto España muere al precipitarse a tierra su avión después de chocar contra unos árboles del Queen's Park Santana Valley.